# David Lane
David Eden Lane (n. 2 noiembrie 1938, Woden⁠(d), Iowa, SUA – d. 28 mai 2007, Terre Haute, Indiana, SUA) a fost un lider supremațist de origine americană și un criminal condamnat. Membru al organizației The Order, acesta a fost găsit vinovat și condamnat la 190 de ani de închisoare pentru extorsiune, conspirație și încălcarea drepturile civile lui Alan Berg, gazda de origine evreiască a unui spectacol radio, care a fost ucis pe 18 iunie 1984. Lane a încetat din viață în timp ce-și executa pedeapsa în cadrul Complexului Federal Corecțional în Terre Haute, Indiana.
Lane a inventat cel mai cunoscut slogan al mișcării supremațiste din Statele Unite, cele 14 Cuvinte. A fost descris de către Southern Poverty Law Center drept „unul dintre cei mai importanți ideologi ai supremațismului alb contemporan”.

## Viața
Lane a fost cel de-al treilea copil al familiei născut în Woden, Iowa; acesta a avut un frate și două surori. Tatăl său era un muncitor migrant care suferea de alcoolism și care își abuza fizic soția și copiii. Lane va declara mai târziu că tatăl acestuia a forțat-o pe mama sa să se prostitueze cu scopul de a obține „bani de băutură”, iar fratele său mai mare s-a ales cu surzenie permanentă din cauza unei „bătăi scăpate de sub control”. Când Lane era în vârstă de patru ani, tatăl său și-a abandonat familia. În 1944, fratele mai mare al acestuia a fost arestat deoarece căuta mâncare în coșurile de gunoi ale vecinului, motiv pentru care el și sora sa au fost preluați de către asistenții maternali. Lane va fi curând adoptat de către un slujitor luteran și va fi despărțit de către cele două surori ale sale. Acesta îl va descrie pe tatăl adoptiv drept un „fundamentalist doctrinar din vechea școală”. Plictisit de veșnicele ore petrecute la slujbele religioase, Lane respinge creștinismul și va începe să adopte credințe relativ păgâne. Va afirma că prima oară când a observat frumusețea rasei caucaziene a fost atunci când s-a împrietenit cu o fată cu părul blond în clasa întâi. De asemenea, a declarat că în timp ce reconstituia bătălii alături de fratele său vitreg, el portretiza un nazist, iar fratele său un soldat american. Călătorind prin vestul mijlociu al Statelor Unite alături de familia adoptivă, Lane s-a stabilit într-un final în Aurora, Colorado unde s-a înscris la cursurile Liceului Aurora. Aspirând către profesia de jucător profesionist de golf, acesta a lucrat ca agent imobiliar până când i s-a revocat licența pe motiv că „nu vindea case coloraților în cartierele albilor”.
Lane a fost pentru o scurtă perioadă membru al Societății John Birch înainte să se alăture organizației Ku Klux Klan, unde va deveni organizator al unității Denver a Cavalerilor Ku Klux Klan în 1979. În târziul anului 1981, Lane devine Organizatorul Statal al organizației Aryan Nation în Colorado. Acesta l-a întâlnit pe Robert Jay Mathews în iulie 1983 în cadrul congresului internațional al Națiunilor Ariane. Pe 22 septembrie 1983, Lane era printre cei nouă membri fondatori care au depus jurământul de intrare în organizația teroristă The Order, un grup caracterizat de valorile supremației albe care-și dedica activitățile eliberării „poporului nostru de sub Evrei și victoria totală a rasei ariane”. The Order a fost acuzat de furtul a peste 4.1 milioane de dolari prin intermediul deturnării unor mașini blindate, acțiune în care trei persoane și-au pierdut viația – unul dintre aceștia fiind membrul Ordinului Walter E. West –, deturnării unor bombe, falsificării banilor, organizării unor tabere militare de antrenament și executării a numeroase alte crime, având scopul final acela de a răsturna „Guvernului sionist de ocupație” despre care afirmau că deține controlul Statelor Unite și de a „elibera Nord-vestul Pacificului drept casă pentru albi” în timpul derulării proces.

## Condamnări și încarcerări
DIn cauza rolului pe care l-a avut în crimele comise de The Order, David Lane a fost condamnat în mai multe dosare, anii cumulați aducându-i o pedeapsă de 190 de ani, 20 dintre aceștia fiind pentru extorsiune, 20 pentru conspirații, ambele sub Racketeer Influenced and Corrupt Organization Act, și 150 de ani pentru încălcarea drepturilor civile ale lui Alan Berg, gazda de origine evreiască a unui radio, care a fost ucis pe data de 18 iunie 1984. Berg a fost împușcat și ucis pe aleea casei sale din Denver de către trei membri ai The Order. Lane a fost șoferul mașinii din care s-a tras cu arma. Acesta din urmă a fost arestat în seara zilei de 30 martie 1985 în Wilson-Salem, Carolina de Nord. Lane era printre cei 14 oameni judecați pentru conspirația de a deturna guvernul Statelor Unite în Fort Smith, Arkansas, însă a fost eliberat.
Lane era considerat extrem de periculos de către sistemul american de justiție și a fost încarcerat deseori după condamnarea sa în Penitenciarul Marion, în Penitenciarul de Maximă Siguranța în Florence, Colorado și Complexul Federal de Corecție din Terre Haute. Pe perioada condamnării avea codul ID # 12873-057 prescris de Biroul Federal al Închisorilor. A redactat lucrări și articole despre gematria și statutul demografic și sociopolitic al rasei albe pentru website-urile naționaliștilor albi. Alături de soția sa și Ron McVan, a condus o editură numită 14 Word Publications în Idaho cu scopul de a-și face cunoscute lucrările. A facut parte din distribuția documentarului Nazi Pop Twins, difuzat pe 19 iulie 2007 pe Canalul 4 din Marea Britanie. Lane era prezentat în timp ce discuta la telefon cu formația Prussian Blue, caracterizându-le drept „fantasy sweethearts” și considerându-le ca pe fiicele sale. Prima dată la care Lane ar fi putut să fie eliberat condiționat era 29 martie 2035, la 96 de ani. A încetat din viață pe 28 mai 2007, la CFC în Terre Haute din cauza unei crize de epilepsie. Pe 30 iunie 2007, adepții supremațismului au organizat demonstrații în memoria lui Lane în orașe din Statele Unite, Marea Britanie, Germania, Rusia și Ucraina.

## Credințe

### Credințe rasiale
Lane a declarat cu privire la credințele sale că acestea pot fi rezumate prin sloganul numit 14 Cuvinte, un termen pe care l-a inventat: „We must secure the existence of our people and a future for White Children”. De asemenea, a inventat și sloganul: „Because the beauty of the White Aryan woman must not perish from the earth”. Lane este și autorul a tratatului 88 de Precepte, o colecție de afirmații despre legea naturală, care se combină în terminologia supremaciștilor cu 14 cuvinte pentru a forma „14-88” sau „14/88”. În cadrul naționalismului alb, 88 se referă la „Heil Hitler”.

### Wotansvolk
Lane a fost unul dintre întemeietorii mișcării Wotansvolk, o ramificație rasistă a odinismului (sau wotanismului) la care acesta a contribuit la mijlocul anilor 1990 și care s-a extins puternic în afara penitenciarelor. Lane s-a distanțat de către odiniștii „universaliști” care nu adoptau rasismul ca parte fundamentale a mișcării. 14 Word Press și Templul lui Wotan sunt astăzi organizații defuncte fără adrese de e-mail și website-uri, deși wotanismul este încă practicat de grupări independente. Lane a predat ceea ce el numea „Pyramid Prophecy” (ro: Profeția Piramidei) care implică ideea că codul biblic a fost inserat de către „adepții arieni” în versiunea Regelui James a Bibliei creștine. Lane era descris de către codul pe care l-a descifrat drept „Omul profeției”. De asemenea, acesta a emis o declarație numită „Autoritatea Morală” care denumește Statele Unite o „mașină călătoare de ucis roșie, albă și albastră” care are ca scop săvârșirea unui genocid împotriva oamenilor albi. Conform declarației, „adevărata autoritate morală aparține celor care rezistă” acestui pretins genocid.